# Dryolestidae
Dryolestidae é uma família de mamíferos extintos incluídos na ordem Dryolestoida.

## Classificação
- Família Dryolestidae Marsh, 1879
  - Gênero Dryolestes Marsh, 1878
  - Gênero Amblotherium Owen, 1871
  - Gênero Crusafontia Henkel & Krebs, 1969
  - Gênero Groebertherium Bonaparte, 1986
  - Gênero Guimarotodus
  - Gênero Krebsotherium
  - Gênero Laolestes Simpson, 1927
  - Gênero Leonardus Bonaparte, 1990
  - Gênero Peraspalax Owen, 1871
  - Género Phascolestes (Owen, 1871)
  - Gênero Portopinheirodon